# 大隈孝一
大隈 孝一（おおくま こういち、1915年12月22日 - 1997年8月23日）は、日本の経営者。大隈鉄工所(のちのオークマ)社長、会長を務めた。愛知県名古屋市出身。

## 経歴・人物
1940年に東京帝国大学工学部機械工学科を卒業し、1943年に大隈鉄工所に入社した。副社長などを歴任し、1948年から1978年までに社長を務めた。
名古屋青年会議所初代会頭、中部経済連合会副会長、名城大学理事長、南山大学非常勤講師なども務めた。1977年に藍綬褒章を受章し、1992年に勲三等旭日中綬章を受章した。
1997年8月23日脳梗塞のために死去。81歳没。